# Dreadnought

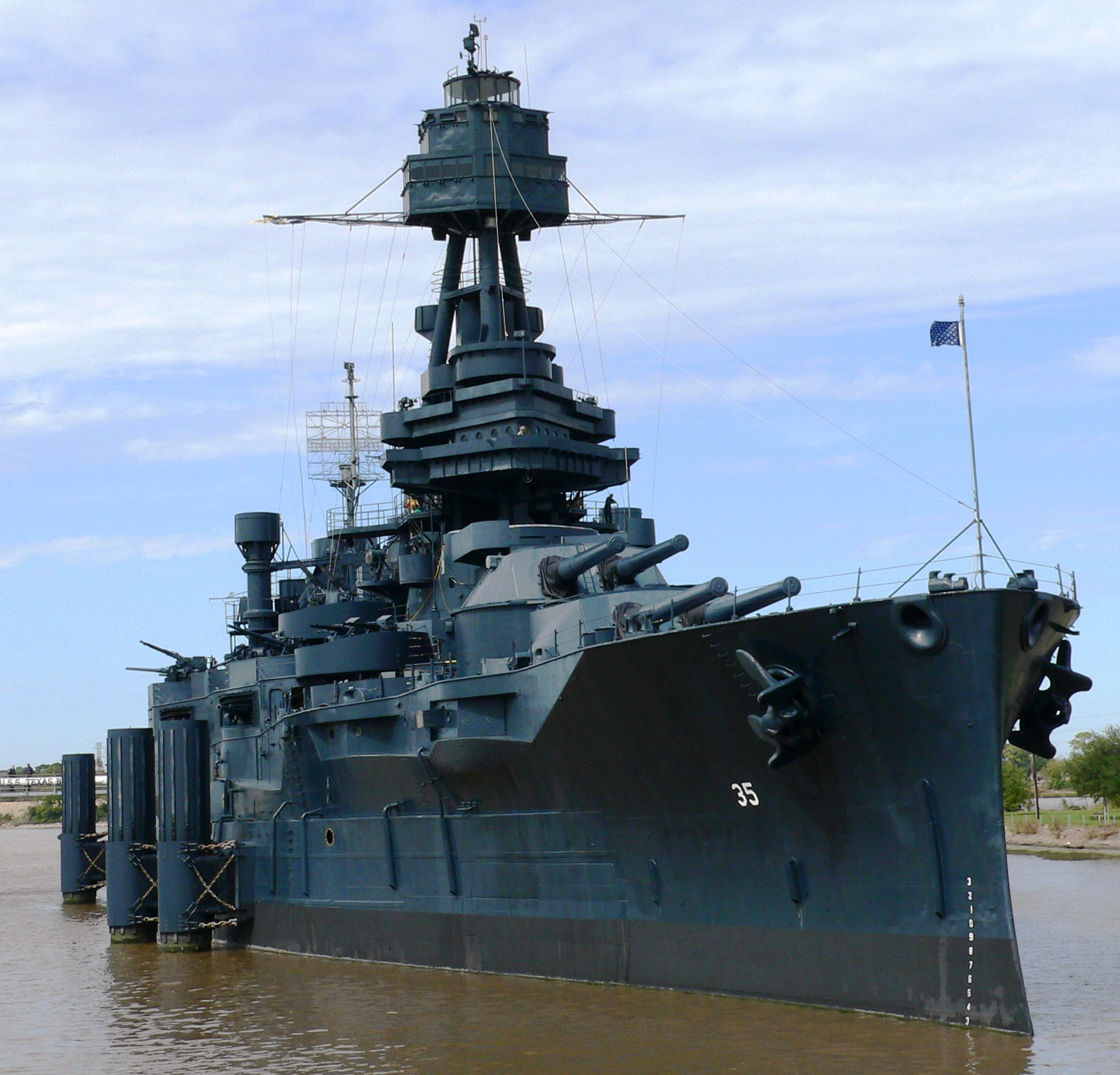
O USS Texas, o único dreadnought remanescente, foi lançado em 1912 e atualmente é um navio-museu.

Dreadnought foi o tipo predominante de navio de guerra encouraçado no início do século XX. O primeiro navio do tipo, o HMS Dreadnought da Marinha Real Britânica, teve um impacto tão grande, quando foi lançado em 1906, que os navios de guerra semelhantes que foram construídos após ele passaram a ser chamados de dreadnoughts, enquanto os navios de guerra anteriores tornaram-se conhecidos como pré-dreadnought. Seu projeto tinha duas características revolucionárias: um esquema de armamento de calibre único e a propulsão movida por turbinas a vapor. Como os dreadnoughts se tornaram um símbolo fundamental de poder nacional, a chegada destes novos navios de guerra renovou a corrida armamentista naval entre o Reino Unido e a Alemanha. Corridas armamentistas navais envolvendo embarcações do tipo dreadnought surgiram ao redor do mundo, inclusive na América do Sul, até o início da Primeira Guerra Mundial. Vários projetos posteriores melhoraram os armamentos, a blindagem e a propulsão desses navios. Estas embarcações mais potentes passaram então a ser conhecidas como "super-dreadnoughts". A maior parte dos dreadnoughts originais foram demolidos após o término da Primeira Guerra Mundial, nos termos do Tratado Naval de Washington de 1922, mas muitos dos super-dreadnoughts mais recentes continuaram em operação durante a Segunda Guerra Mundial.
Apesar da construção desse tipo de navio ter consumido vastos recursos no início do século XX, houve apenas uma batalha entre grandes frotas de dreadnoughts. Na Batalha da Jutlândia, as marinhas britânica e alemã se enfrentaram sem resultado decisivo. O termo "dreadnought" gradualmente caiu em desuso após a Primeira Guerra Mundial, principalmente após o Tratado Naval de Washington, apesar de praticamente todos os navios de guerra restantes compartilharem características dos dreadnoughts; o termo também pode ser usado para descrever os cruzadores, um outro tipo de navio resultante da "revolução dreadnought".

## Origens
O armamento característico do dreadnought, composto apenas por canhões de grande calibre, foi desenvolvido nos primeiros anos do século XX, quando as marinhas buscavam aumentar o alcance e o poder do armamento de seus navios de guerra. O navio de guerra típico da década de 1890, agora conhecido como "pré-dreadnought", tinha um armamento principal de quatro canhões pesados de 300 mm, um armamento secundário de seis a dezoito canhões de tiro rápido de 120-190 mm e outras armas menores. Isso estava de acordo com a teoria predominante do combate naval de que as batalhas seriam inicialmente travadas a alguma distância, mas os navios então se aproximariam para os golpes finais (como fizeram na Batalha da Baía de Manila), quando os canhões de menor alcance e disparo mais rápido seriam mais úteis. Alguns modelos tinham uma bateria intermediária de 200 mm armas. Propostas sérias para um armamento exclusivamente de grande porte circularam em vários países em 1903.

Projetos de armas de grande porte começaram quase simultaneamente em três marinhas. Em 1904, a Marinha Imperial Japonesa autorizou a construção do Satsuma, originalmente projetado com doze canhões de 300 mm. As obras de construção começaram em maio de 1905. A Marinha Real iniciou o projeto do HMS Dreadnought em janeiro de 1905, e ele foi lançado em outubro do mesmo ano. Finalmente, a Marinha dos EUA obteve autorização para USS Michigan, carregando oito canhões de 300 mm, em março de 1905, com construção iniciada em dezembro de 1906.